# Liste der Baudenkmäler in Kaarst
Die Liste der Baudenkmäler in Kaarst enthält die denkmalgeschützten Bauwerke auf dem Gebiet der Stadt Kaarst im Rhein-Kreis Neuss in Nordrhein-Westfalen (Stand: Dezember 2015). Diese Baudenkmäler sind in der Denkmalliste der Stadt Kaarst eingetragen; Grundlage für die Aufnahme ist das Denkmalschutzgesetz Nordrhein-Westfalen (DSchG NRW).

| Bild                                 | Bezeichnung                                 | Lage                                             | Beschreibung | Bauzeit           | Eingetragen seit | Denkmal- nummer |
| ------------------------------------ | ------------------------------------------- | ------------------------------------------------ | --- | ----------------- | ---------------- | --------------- |
| Husemeshof                           | Husemeshof                                  | Kaarst Friedensstr. 1 Karte                      | Es handelt sich um eine ehemalige vierflügelige Backsteinhofanlage aus Anfang des 19. Jahrhunderts mit Wohnhaus. Die Anlage gilt als bedeutendes Zeugnis für die Geschichte und die bauliche Entwicklung der Stadt Kaarst und hier insbesondere der Ortskern im „alten Dorf“. In Zusammenhang mit der alten „Romanischen Kirche“ ist der Hof charakteristisch für die Siedlungstätigkeit zu Anfang des 19. Jahrhunderts. | Anfang 19. Jh.    | 05.12.1983       | 1               |
| weitere Bilder                       | Alte Pfarrkirche St. Martinus               | Kaarst Kirchstr. Karte                           | Die ehemalige Pfarrkirche St. Martinus in Kaarst wurde 1274 mit der Kirche von Willich unter einem Pfarrer erstmals erwähnt. Überlieferte Bauinschriften enthalten die Jahreszahlen 1007 und 1146. Es handelt sich um eine romanische Pfeilerbasilika mit eingezogenem quadratischem Chorhaus und Hallenkreisapsis sowie vorgesetztem Westturm. Im Laufe der Jahrhunderte haben zahlreiche Änderungen stattgefunden. Zuletzt wurde die Kirche in den 60er Jahren über den erhaltenen Fundamenten rekonstruiert. Die alte Kirche ist das bedeutendste Geschichtsdenkmal in Kaarst. Sie ist ein sichtbares Zeichen für den sakralen Baustil im Laufe der Jahrhunderte. | 1274              | 06.01.1984       | 3               |
| Wohngebäude                          | Wohngebäude                                 | Kaarst Mittelstr. 21 Karte                       | Bei dem Wohnhaus in Kaarst, Mittelstraße 21, handelt es sich um ein Gebäude aus Anfang des 19. Jahrhunderts, das in Backstein geschlämmt ist und 2-geschossig in 5 Achsen mit Werksteingewänden errichtet wurde. Das Anwesen muss in Zusammenhang mit dem alten Ortskern von Kaarst gesehen werden. Die geschichtliche Bedeutung ist für den Stadtteil Kaarst, für die hier lebenden Bürger und für die Siedlungstätigkeit in diesem Raum derart herausragend, dass der Landeskonservator sein Benehmen hergestellt hat. | Anfang 19. Jh.    | 04.07.1984       | 6               |
| weitere Bilder                       | Alte Mühle                                  | Kaarst Büdericher Str. 19 Karte                  | Es handelt sich um eine Windmühle aus der 2. Hälfte des 19. Jahrhunderts. Der konische Mühlenstumpf besteht aus Backsteinen. Zurzeit trägt die Mühle kein Dach und keine Flügel. Der Denkmalschutz bezieht sich konkret auf den Mühlenstumpf und das historische Müllerhaus an der Büdericher Straße. Hierzu gehört auch das an die Büdericher Straße und an das Müllerhaus angrenzende Nebengebäude, welches eine Einheit mit dem Müllerhaus bildet. Die zwischen Mühlenstumpf und Müllerhaus gelegene Nebengebäude und das zurückliegende Wohnhaus besitzen keine Denkmaleigenschaft und stehen lediglich unter Umgebungsschutz. Die Mühle ist ein Teil der Geschichte und prägt das Ortsbild der Stadt Kaarst in besonderem Maße. Ihre Erhaltung und Sicherung steht im öffentlichen Interesse. Mit dem Landeskonservator wurde das Benehmen hergestellt. |                   |                  | 13              |
| Russenkreuz                          | Russenkreuz                                 | Kaarst An der Lauvenburg 4 Karte                 | Bei dem Hoch- oder Russenkreuz handelt es sich um ein Kreuz aus dem 18. / 19. Jahrhundert. Es besteht aus Sandstein und ist mit einer Muschelnische, doppelten Kreuzarmen sowie einem Metallkorpus ausgestattet. | 18./19. Jh.       | 09.07.1984       | 16              |
| Lauvenburg                           | Lauvenburg                                  | Kaarst An der Lauvenburg 4 Karte                 | Die mittelalterliche Burg wurde um 1600 durch einen Neubau ersetzt, der seinerseits um 1900 den heutigen Gebäuden weichen musste. Erstmals urkundlich erwähnt wurde die Lauvenburg um 1300. Das heutige Herrenhaus besteht aus einer 2-geschossigen Villa mit Bruchsteinsockel aus Tuffstein. Auffallend ist die offene Eingangshalle mit Balkon. Türmchen und Erker in historischen Schmuckformen verzieren das Hauptgebäude. Zum Denkmal gehört auch das 3-flügelige Torhaus mit überhöhtem Mitteltrakt und großem Toreingang. Es ist in Neurenaissanceschmuckformen als Fachwerkbau errichtet und dient als Wohnung und Wirtschaftsgebäude. | um 1900           | 09.07.1984       | 17              |
| Wegekreuz                            | Wegekreuz                                   | Kaarst Büdericher Str. / Halestr. Karte          | Es handelt sich um ein aus dem Jahre 1835 stammende Wegekreuz, das jedoch einen Vorgänger aus dem Jahr 1445 hatte. Dieses Wegekreuz sollte damals Land und Leute vor den Unbilden der Natur schützen und diente gleichzeitig als Betstelle um den Segen Gottes für eine gute Ernte. Das heutige Wegekreuz, aus Sandstein errichtet, ruht auf einem Sockel mit neugotischen Formen und trägt eine Inschrift. Auffallend ist die Rundbogennische. Das neuere Kreuz besteht aus Metall. Wegen der Jahrhunderte alten Tradition sollte dieses Kreuz – auch Hagelkreuz genannt – erhalten und gepflegt werden. |                   |                  | 20              |
| Putzfassade Gaststätte Maubishof     | Putzfassade Gaststätte Maubishof            | Kaarst Maubisstr. 46 Karte                       | Ehemalige 4-flügelige Backsteinhofanlage, teilweise erneuert und im ursprünglichen Erscheinungsbild stark verändert. Es soll nur die Putzfassade aus dem Jahre 1908 in die Denkmalliste aufgenommen werden. | 10.07.1984        | 1908             | 21              |
| Maubishof                            | Maubishof                                   | Kaarst Maubisstr. 48 / Lange Hecke Karte         | Der Maubishof von 1780 besteht aus einer ehemaligen 4-flügeligen Backsteinhofanlage. Die Putzfassade stammt aus dem Jahre 1908. Das Wohnhaus setzt sich aus dem ehemaligen 2-geschossigen Gebäude in 4 : 2 Achsen mit einem geschossigen 3-achsigen Anbau zusammen. Beide Trakte wurden teilweise erneuert und sind im ursprünglichen Erscheinungsbild stark beeinträchtigt. Beim Maubishof handelt es sich um eine alte Herberge an der Langen Hecke; später in Alt Mobis, Neu Mobis und Klein Mobis aufgeteilt. Er gilt als wesentliches Zeugnis der heimatlichen Geschichte und sollte daher erhalten und im Sinne des Denkmalschutzes gepflegt werden. | 1780              | 10.07.1984       | 22              |
| Hofanlage Langenfels                 | Hofanlage Langenfels                        | Kaarst Jungfernweg 5 Karte                       | Es handelt sich bei dem Neuhof um eine landwirtschaftliche Hofanlage aus dem Jahre 1861. Die vierflügelig angelegte Backsteinhofanlage besteht aus einem verputzten Wohnhaus in fünf Achsen mit Sandsteintürgewänden und aus Backsteinscheunentrakten mit Jahreszahl im Tor-Keilstein. Die Gesamtanlage ist als ein Zeichen für die Bau- und Siedlungstätigkeit im Bereich der Landwirtschaft des Kaarster Raumes anzusehen. | 1861              | 02.11.1984       | 27              |
| Wegekreuz                            | Wegekreuz                                   | Kaarst Girmes-Kreuz-Str. / Rurstr. Karte         | Es handelt sich um ein Wegesteinkreuz mit Metallkorpus aus dem 20. Jahrhundert. Dieses Kreuz gibt ein lebendiges Zeugnis für den tiefen Glauben der Bevölkerung der damaligen Zeit und ist deshalb heute von öffentlichem Interesse. | 20. Jh.           | 02.11.1984       | 29              |
| Wohnhaus                             | Wohnhaus                                    | Kaarst Kaiser-Karl-Str. 6 Karte                  | Das Gebäude Kaiser-Karl-Straße 6 in Kaarst stammt aus der Mitte des 19. Jahrhunderts. Es ist 2-geschossig in 4 Achsen errichtet. Seine Bedeutung für den Bürger im Sinne des Denkmalschutzes erhält das Anwesen aus seiner Lage im alten Ortskern und aus seiner siedlungsgeschichtlichen Entstehungszeit. Im Zusammenhang mit der alten „Romanischen Kirche“ und der übrigen Bebauung im sogenannten „Alten Dorf“ bildet das Haus eine Einheit, an deren Erhaltung und Pflege ein öffentliches Interesse besteht. Die Architektur des Gebäudes ist charakteristisch für die Bautätigkeit der damaligen Zeit und gilt als bedeutendes Zeugnis für die Geschichte und Entwicklung der Stadt Kaarst. | Mitte 19. Jh.     | 15.10.1985       | 32              |
| Hofanlage Baumeister                 | Hofanlage Baumeister                        | Kaarst Mittelstr. 26 Karte                       | Die ehemalige 4-flügelige Backsteinhofanlage stammt aus der Mitte des 19. Jahrhunderts. Das 2-geschossige Wohnhaus mit Walmdach wurde in 5 Achsen errichtet; die Scheunentrakte kamen Ende des 19. Jahrhunderts hinzu. Ihre Bedeutung für den Bürger in Kaarst erhält die Anlage aus der unmittelbaren Nähe zur alten „Romanischen Kirche“ und zum alten Ortskern von Kaarst. Das Gehöft gilt als Zeugnis für die Geschichte und die Bautätigkeit und ist charakteristisch für die Siedlungen des 19. Jahrhunderts. Seiner Pflege und Erhaltung muss daher besondere Beachtung geschenkt werden; es besteht ein öffentliches Interesse. Die Eintragung in die Denkmalliste erfolgt im Benehmen mit dem Landeskonservator. Die gesamte Hofanlage ist an der Mittel- und Büdericher Straße von einer Mauer umgeben. | Mitte 19. Jh.     | 16.12.1985       | 35              |
| Wohn- und Hofgebäude Michels         | Wohn- und Hofgebäude Michels                | Kaarst Kaiser-Karl-Str. 10 Karte                 | Das Gebäude in Kaiser-Karl-Straße 10, Kaarst 1, stammt aus der Mitte des 19. Jahrhunderts. Es wurde 2-geschossig in 3 Achsen mit erhöhtem linken Trakt und gemeinsamer Querputzfassade erbaut. Bedeutung für die Stadt- und Siedlungstätigkeit erhält es im Zusammenhang mit der alten „Romanischen Kirche“ und weiteren Gebäuden im vorgenannten „alten Dorf“ von Kaarst. Seine für die damalige Zeit charakteristische Architektur sind für die Bürger von Kaarst ein Zeichen der Bautätigkeit Mitte des 19. Jahrhunderts. Aus diesem Grunde besteht an der Erhaltung und Pflege des Gebäudes ein öffentliches Interesse, das die Eintragung in die Denkmalliste der Stadt Kaarst rechtfertigt. | Mitte 19. Jh.     | 16.12.1985       | 36              |
| Gaststätte Deutsches Haus            | Gaststätte Deutsches Haus                   | Kaarst Kaiser-Karl-Str. 3 Karte                  | Die 2-geschossige in 5 Achsen erbaute Backsteinhofanlage stammt aus dem 19. Jahrhundert und dient als Wohnhaus und Gaststätte mit Nebenanlagen. Im Zusammenhang mit der alten „Romanischen Kirche“ ist das Gebäude charakteristisch für die Siedlungstätigkeit des 19. Jahrhunderts im Raum Kaarst. Die Hofanlage ist im Sinne siedlungsgeschichtlicher Entwicklung sowie aufgrund der städtebaulichen Lage bedeutend, sodass ein öffentliches Interesse an der Erhaltung und Pflege des Obje | 19. Jh.           | 16.12.1985       | 37              |
|                                      | (Wohnhaus Kaiser-Karl-Str. 1)               | Kaarst gelöscht 08/2000                          | |                   |                  |                 |
| Wohnhaus Meyer                       | Wohnhaus Meyer                              | Kaarst Kirchstr. 3 Karte                         | Die ehemalige Backsteinhofanlage – heute als Wohnhaus genutzt – wurde um 1900 errichtet. Sie wurde 2-geschossig mit Mezzanin in 6 Achsen mit großer Toreinfahrt gebaut. Während die rechte Achse verbreitert und mit Zinnen versehen ist, ziert die Eingangsachse ein Giebelhäuschen. Das Gebäude ist mit Neurenaissanceschmuck ausgestattet. Er erhält seine Bedeutung durch die unmittelbare Nähe zur alten „Romanischen Kirche“. Gemeinsam mit weiteren Gebäuden aus dem 19. Jahrhundert bildet es den Kern des „Alten Dorfes“. Architektur des Hauses und Siedlungstätigkeit sind für die geschichtliche Entwicklung und das heimatliche Brauchtum des 19. Jahrhunderts so wichtig, dass ein öffentliches Interesse an der Erhaltung und Pflege der Gebäude besteht. | 19.12.1985        | um 1900          | 39              |
| Türkenkreuz                          | Türkenkreuz                                 | Kaarst Alte Heerstr. / Eichendorffstr. Karte     | Das Türkenkreuz ist benannt nach der Familie Türken, die ein kleines Anwesen im Broicherdorf besaß und die das Kreuz betreute. Das jetzige Kreuz wurde 1916 von Anton und Michael Küppers errichtet und ist ein Nachfolger früherer religiöser Gedenkstätten, über die nicht viel bekannt ist. Um 1780 stand hier das Türken-Heiligenhaus. Eine von Pfarrer Wenkmann geschriebene Urkunde besagt, dass man am 27. Aug. 1782 am Türkenkreuz ein unbekanntes, neugeborenes Kind weiblichen Geschlechts gefunden hat. An der Erhaltung des Kreuzes besteht ein öffentliches Interesse aus volkskundlichen und geschichtlichen Gründen. | 1916              | 23.05.1986       | 41              |
| Ehrenmal Kaarst                      | Ehrenmal Kaarst                             | Kaarst Friedensstr. / Maubisstr. Karte           | Das Kriegerdenkmal in Kaarst wurde von dem Bildhauer Oswald Causin geschaffen und 1926 enthüllt. Es handelt sich um einen rechteckigen, hochkant aufgestellten Gedenkstein, auf dessen Vorderseite ein Soldat auf einem Pferd dargestellt ist. Als Gedenkstein für die Opfer des Ersten und Zweiten Weltkrieges hat das Ehrenmal eine besondere Bedeutung für die Geschichte der Menschen in Kaarst. Aus volks- und heimatkundlichen Gründen besteht ein öffentliches Interesse an der Erhaltung des Kriegerdenkmals in Kaarst. | 1926              | 21.11.1986       | 42              |
| Bildstock                            | Bildstock                                   | Kaarst Fasanenweg / Alte Heerstr. Karte          | Der aus dem Jahre 1811 stammende Wegestock wurde aus Hausteinen errichtet und trägt auf dem unteren Sockel eine Inschrift, die nicht mehr vollständig erhalten ist. Besondere Merkmale sind Gesims, Giebel und ein kleines barockes Kreuz auf dem Dach des Wegestocks. Es handelt sich um einen der ältesten Wegestöcke in der Stadt Kaarst und zählt zu einem in dieser Gegend weit verbreitenden Typ. | 1811              | 09.12.1986       | 43              |
| Altes Pastorat                       | Altes Pastorat                              | Kaarst Uhlandstr. 40 Karte                       | Das alte Pastorat in Kaarst wurde 1791 anstelle eines Fachwerkbaus von 1660 unter der Leitung von Pfarrer Gymnich (1788–1807 Pfarrer in Kaarst) neu errichtet. Das Gebäude ist einer der wenigen historischen Profanbauten, die sich im Gebiet der heutigen Stadt Kaarst erhalten haben. An der Erhaltung des „Alten Pastorats“ besteht ein öffentliches Interesse, da das Gebäude für die Geschichte der Stadt Kaarst bedeutend ist und für die Erhaltung und Nutzung volkskundliche und städtebauliche Gründe vorliegen. Das Benehmen mit dem Landeskonservator wurde hergestellt. Die Baumallee von der Karlsforsterstraße am Alten Pastorat wird ebenfalls in die Denkmalliste eingetragen. Der Lageplan ist Bestandteil dieses Bescheides. | 1791              | 08.01.1987       | 46              |
| Martinusschule                       | Martinusschule                              | Kaarst Halestr. 7 Karte                          | Die Martinusschule wurde 1915 zweigeschossig erbaut. Im Kellergeschoss war die Schuldienerwohnung und eine für die Zeit bedeutende Badeanstalt untergebracht. Im Dachgeschoss befand sich ein großer Zeichensaal. Das Gebäude besaß in 14 kleine Scheiben eingeteilte Fenster, die heute durch einscheibige Fenster ersetzt sind. Ein Lageplan sowie eine Aufzeichnung über die Geschichte der Schule sind Bestandteil der Eintragung. Eigentümer: Stadt Kaarst. Es besteht an der Erhaltung der Schule ein öffentliches Interesse, da städtebauliche Gründe vorliegen und das Gebäude für die Geschichte der Stadt Kaarst bedeutend ist. | 1915              | 08.08.1988       | 48              |
| Grabkreuz Sophia Schrenw.            | Grabkreuz Sophia Schrenw.                   | Kaarst Alte Pfarrkirche St. Martinus Karte       | Grabkreuz: Sophia Schrenw. 1716 | 1716              |                  | 52              |
| Grabkreuz Albertus Lylax             | Grabkreuz Albertus Lylax                    | Kaarst Alte Pfarrkirche St. Martinus Karte       | Grabkreuz: Albertus Lylax 20. Juli 1719 | 1719              |                  | 50              |
| Grabkreuz Henricus Heyers            | Grabkreuz Henricus Heyers                   | Kaarst Alte Pfarrkirche St. Martinus Karte       | Grabkreuz: Henricus Heyers 20. April 1719 | 1719              |                  | 51              |
| Priestergrab: Thomas Peter Rolshoven | Priestergrab: Thomas Peter Rolshoven        | Kaarst Alte Pfarrkirche St. Martinus Karte       | Priestergrab: Thomas Peter Rolshoven + 24. Januar 1828, Pfarrer an St. Martinus 1807–1828 | 1828              |                  | 49              |
| Kriegerehrenmal                      | Kriegerehrenmal                             | Büttgen Luisenplatz Karte                        | Ehrenmal für die Gefallenen des Ersten Weltkrieges, errichtet in den Jahren 1932–1934. Zwischen 2 schmiedeeisernen Fackelhaltern erhebt sich die archit. gegliederte Wand aus niederrhein. roten Ziegelsteinen mit dem 14 m² großen Mosaikbild. Bildbeschreibung: Soldat mit ausgebreiteten Armen und ausgestrecktem rechten Bein, in der rechten Hand gezücktes Schwert, linke Hand zur Faust geballt. Auf den Körper sind 4 Bajonette gerichtet. Der Hintergrund bildet die Gegend um Büttgen mit Fluss, Kirche, Mühle, flügendem Mann, niederrheinischem Haus, Frau mit Kind. Rechts vom Soldaten hinter dem Fluss eine Industrielandschaft, vor dem Fluss ein säender Mann, links Tradition, rechts Zukunft. Kriegerdenkmal gilt als einmalig in der ganzen Gegend. Es besteht ein öffentliches Interesse, weil das Objekt künstlerisch und geschichtlich von Bedeutung. | 1932–1934         | 11.01.1984       | 4               |
| Parkanlage                           | Parkanlage                                  | Büttgen Luisenplatz Karte                        | In Ergänzung der Unterschutzstellung des Kriegerdenkmals (Denkmalliste der Stadt Kaarst, lfd. Nr. 4) wird die Parkanlage Luisenplatz gemäß § 2 Abs. II, Satz 2 in Verbindung mit §3,Abs. I DSchG in die Denkmalliste eingetragen. Das Kriegerdenkmal befindet sich in einer von ca. 30 45–55 Jahre alten Kastanienbäumen umgebenen Grünanlage. Die Rasenfläche vor dem Kriegerdenkmal hebt dessen Bedeutung hervor, so dass an der Erhaltung und Pflege der Parkanlage aus städtebaulichen und geschichtlichen Gründen ein öffentliches Interesse besteht. |                   | 18.03.1986       | 4a              |
| weitere Bilder                       | Pfarrkirche St. Aldegundis                  | Büttgen Rathausplatz 5 Karte                     | Die alte Pfarrkirche St. Aldegundis Büttgen stammt mit ihren ältesten Bauteilen aus dem 12. Jahrhundert. Sie wurde danach mehrfach verändert und umgebaut. Immer blieb sie jedoch kirchlicher Mittelpunkt des Ortes. Die dreischiffige romanische Pfeilerbasilika mit vorgesetztem Westturm und Seitenschiffen ist ein lebendiges Zeugnis der mittelalterlichen Baukunst. Sie ist für die Geschichte und die Besiedelung des Büttgener Raumes und damit für die Bürger dieses Stadtteils von elementarer Bedeutung. | 12. Jh.           | 03.07.1984       | 5               |
| weitere Bilder                       | Windmühle Braun einschl. Wirtschaftsgebäude | Büttgen An der Braunsmühle 2 Karte               | Bei der aus dem 18. Jahrhundert stammenden Mühlenanlage handelt es sich um einen 4-geschossigen Mühlenstumpf, Backstein verputzt. Das Haubendach ist mit Flügeln versehen; über der Tür befindet sich ein Sandsteinwappen. Wenn auch die Mühle schon seit vielen Jahren nicht mehr ihren eigentlichen Zweck entsprechend genutzt wird, so besteht dennoch ein öffentliches Interesse an ihrer Erhaltung, weil sie für den Stadtteil Büttgen und für den Bürger ein sichtbares Zeichen der Arbeitsverhältnisse und Produktionsstätten im ländlichen Raum darstellt. | 18. Jh.           | 04.07.1984       | 7               |
| Wegekreuz                            | Wegekreuz                                   | Büttgen An der Braunsmühle 1 Karte               | Das Wegekreuz auf dem Grundstück (L 381) stammt nach den Feststellungen des Landeskonservators aus dem 18. Jahrhundert. Der 2-geschossige Aufbau ist mit einem hohen Kreuz versehen. Auf dem Sockel befinden sich Inschrift und Muschelnische. Aufgrund seiner Entstehungsgeschichte kann das Wegekreuz als Zeugnis für den tiefen religiösen Glauben der damaligen Landesbevölkerung angesehen werden. Seine Pflege und Erhaltung sind von größter Bedeutung für die Bevölkerung. | 18. Jh.           | 04.07.1984       | 8               |
| Hannenhof                            | Hannenhof                                   | Büttgen Gladbacher Str. 17 Karte                 | Bei dem in Ihrem Eigentum stehenden Landwirtschaftlichen Gehöft – genannt Hannenhof – handelt es sich um eine Gebäudeanlage, die, zumindest im Falle der Scheune, aus dem 18. Jahrhundert stammt, andere Gebäudeteile entstammen der 2. Hälfte des 19. Jahrhunderts. Die ehemals 4-flügelige Backsteinhofanlage – das Wohnhaus besteht aus 2 Geschossen in 7 Achsen – wurden im Laufe der Jahre teilweise stark verändert. Angesichts der Tatsache, dass im Gebiet der Stadt Kaarst Bauwerke dieses Alters und in diesem Erhaltungszustand nur noch sehr selten sind, besteht dringendes denkmalpflegerisches Interesse an der Erhaltung der Gesamtanlage. | 18. Jh.           | 05.07.1984       | 11              |
| weitere Bilder                       | Windmühle Breuer                            | Büttgen Römerstr. 1 a Karte                      | Bei der aus dem 19. Jahrhundert stammenden Mühlenanlage handelt es sich um einen aus Backsteinen errichteten Baukörper. Die Mühle wurde 3-geschossig mit Spitzbogenfenstern errichtet. Sie besitzt ein Zeltdach. Bis Ende der 1950er Jahre wurde sie zweckentsprechend genutzt. Für den Stadtteil Büttgen und für die Bürger bedeutet sie ein Erinnerungszeichen für die Entwicklung der Arbeits- und Produktionsverhältnisse auf dem Lande. | 19. Jh.           | 05.07.1984       | 12              |
| Hausmannshof                         | Hausmannshof                                | Büttgen Gladbacher Str. 19 Karte                 | Es handelt sich um eine 4-flügelige Backsteinhofanlage aus der 2. Hälfte des 19. Jahrhunderts. Das Wohnhaus besteht aus einem 2-geschossigen Winkelbau in 6 Achsen. Die Scheunentrakte wurden teilweise in neuerer Zeit verändert. Die Hofanlage ist in ihrer Gesamtheit ein für die Bürger der Stadt, insbesondere des Stadtteils Büttgen, bedeutendes Zeichen der Bautätigkeit und des Baustils für landwirtschaftliche Höfe im vorigen Jahrhundert. | 2. Hälfte 19. Jh. | 09.07.1984       | 15              |
| Pampusschule                         | Pampusschule                                | Büttgen Pampusstr. 1 Karte                       | Der älteste Teil des Gebäudes wurde um 1850 errichtet. Später – bis in die 1930er Jahre – kamen 2 weitere Bauabschnitte hinzu. Das jetziger Gebäude stellt einen 2-geschossigen Winkelbau in 7 : 7 Achsen dar. Auffallend ist auf der einen Seite die Mittelbetonung durch einen flachen übergiebelten Risaliten. Das Gebäude wurde bis 1979 als Schule genutzt. Danach wurde es innen umgebaut und steht heute der VHS, der Kath. Pfarrbücherei Büttgen und anderen Institutionen zur Verfügung. Es handelt sich um den ältesten Schulbau in Kaarst. An dessen Erhaltung und denkmalerischen Pflege besteht ein öffentliches Interesse. | um 1850           | 11.05.1984       | 23              |
| Wegekreuz                            | Wegekreuz                                   | Büttgen Novesiastr. / Hein-Minkenberg-Str. Karte | Das Wegekreuz an der Hein-Minkenberg-Straße / Novesiastraße in Büttgen, stammt aus dem Jahre 1868. Es ist aus Sandstein errichtet und weist umfangreiche neugotische Schmuckformen auf. Der Sockel zeigt eine Inschrift mit Jahreszahl. An dem aufragenden Astkreuz hängt ein Metallkorpus. Das Wegekreuz kann als lebendiges Zeugnis des tiefen religiösen Glaubens der damaligen Zeit angesehen werden. Seine Pflege und Erhaltung liegen in öffentlichem Interesse. | 1868              | 31.10.1984       | 26              |
| Friedhof Büttgen                     | Friedhof Büttgen                            | Büttgen Driescher Str. Karte                     | Die Friedhofanlage Büttgen wurde Anfang des 20. Jahrhunderts konzipiert und Ende der 50er Jahre nach Norden hin erweitert. Der ältere Teil des Friedhofes ist auf der Ost- und Westseite von einer Mauer umgeben, die durch ihre eigenartige Mauerung mit in der oberen Schicht nach oben gerichteten Steinen auffällig. Im vorderen Bereich des Friedhofes befinden sich noch alte Grabsteine aus Sandstein aus dem 17. Und 18. Jahrhundert, die von dem alten Friedhof an der St. Aldegundis Kirche stammen. Die Ausrichtung des Friedhofes erfolgt in einer Nord-Süd-Achse, ausgehend von der Friedhofskapelle über das Hochkreuz mit Blick auf die Pfarrkirche. Das neugotische mit Spitzbogennische und Madonnenfigur ausgestattete Hochkreuz ist aus Sandstein geschlämmt. An der Erhaltung der Friedhofanlage besteht öffentliches Interesse. | Anfang 20. Jh.    | 10.12.1984       | 31              |
| Bildstock                            | Bildstock                                   | Büttgen L154 Karte                               | Der aus dem vorigen Jahrhundert stammende Wegestock besteht aus einem quadratischen Sockel mit tiefer Nische und aufgesetztem viereckigen Dach. Der gesamte Fußfall ist aus Sandstein geschlämmt und trägt obenauf ein Eisenkreuz. Da es sich um einen der ältesten Wegestöcke handelt und er für das Glaubensbild in unserer Heimat von Bedeutung ist, besteht ein öffentliches Interesse an der Erhaltung und Pflege. | 19. Jh.           | 08.01.1987       | 45              |
| Felshof                              | Felshof                                     | Büttgen Jan-von-Werth-Str. 88 Karte              | Das Wohnhaus des Felshofes ist Teil einer ehemaligen Backsteinhofanlage aus dem Jahre 1748 und wurde zweigeschossig in 5 Achsen errichtet. Die Fenster im Erdgeschoß haben später erneuerte Steingewände, die Tür wurde mit Sandsteingewänden eingebaut, in die eine Inschrift mit der Jahreszahl 1748 eingetragen wurde. Der Felshof wird 1696 bereits als preußisches Lehen bezeichnet. Das Benehmen mit dem Landeskonservator wurde hergestellt. An der Erhaltung besteht ein öffentliches Interesse, da die Hofanlage für den Ortsteil Büttgen bedeutend ist und volkskundliche und städtebauliche Gründe vorliegen. | 1748 (1696)       | 28.07.1988       | 47              |
| Junkerhof                            | Junkerhof                                   | Holzbüttgen Hasselstr. 73 Karte                  | Es handelt sich um eine 4-flügelige Fachwerk-Hofanlage zum Teil aus dem Jahre 1721 mit Anbauten bzw. Veränderungen gegen Ende des 19. Jahrhunderts. Das Wohnhaus ist 2-geschossig. Giebelseite und Außenfassaden wurden mit Backstein verkleidet. Ihre Bedeutung erhält die Hofanlage durch die langjährige Nutzung. Sie kann als Beispiel für die ehemalige ländliche Bebauung gelten. | 1721              | 05.07.1984       | 9               |
| Pannenbeckerhof                      | Pannenbeckerhof                             | Holzbüttgen Großer Mühlenweg 8 Karte             | Die wesentlichen Teile der Hofanlage stammen aus 18. und 19. Jahrhundert. Sie sind typisch für den Baustil der damaligen landwirtschaftlichen Gehöfte und deshalb für den Stadtteil Holzbüttgen und für die dort lebenden Bürger sowohl ein architektonisches als auch wirtschaftliches Merkmal der damaligen Zeit. Zu der 4-flügeligen Hofanlage gehört ein 2-geschossiges giebelständiges Wohnhaus, das in 3:4-Achsen mit Mitteleingang errichtet wurde. Die Scheunen bestehen teilweise aus Fachwerk. | 18. und 19. Jh.   | 05.07.1984       | 10              |
| Hofanlage Möllemann                  | Hofanlage Möllemann                         | Driesch Höhenweg 2 Karte                         | Das landwirtschaftliche Gehöft Möllemann stammt mit wesentlichen Teilen aus der 2. Hälfte des 18. Jahrhunderts. Wohnhaus und Wirtschaftsgebäude bilden eine rechteckige Anlage, deren Innenbereich mit Feldbrandsteinen gepflastert ist. Die gesamte Hofanlage ist heimat- und siedlungsgeschichtlich für den niederrheinischen Raum charakteristisch und von Bedeutung. Ihre Erhaltung und denkmalpflegerische Instandsetzung liegen im öffentlichen Interesse. | 2. Hälfte 18. Jh. | : 06.07.1984     | 14              |
| Alte Kapelle St. Antonius            | Alte Kapelle St. Antonius                   | Vorst An der Kapelle Karte                       | Bei der Antoniuskapelle handelt es sich um einen eingeschossigen Saalbau mit Spitzbogenfenstern. Der Bau besteht aus Backsteinen mit Dachreiter. An der Südseite befindet sich ein Hochkreuz aus Holz mit Schrift auf dem Querbalken. An der Südseite wurde ein kleiner eingeschossiger Backsteinbau mit Walmdach angebaut. Die Kapelle geht auf eine Einsiedelei in Büttgen-Vorst zurück. Sie diente bis zur Fertigstellung der neuen Pfarrkirche als Gotteshaus. Die Antoniuskapelle stellt für die Stadt Kaarst und hier insbesondere für den Stadtteil Büttgen-Vorst ein bedeutendes Zeugnis der Geschichte dar. | unbekannt         | 29.12.1983       | 2               |
| Bildstock                            | Bildstock                                   | Vorst Antoniusstr. / Waldstr. Karte              | Der Wegestock stammt aus dem 19. Jahrhundert. Er ist aus Backsteinen gemauert und steht auf einem verputzten Sockel. Die Rundbogennische zeigt ein Fresco mit der Kreuzabnahme Christi. Der Wegestock gibt ein Zeugnis des hiesigen Glaubens- und Traditionsbildes aus dem 19. Jahrhundert und sollte deshalb geschützt und erhalten werden. | 19. Jh.           | 10.07.1984       | 18              |
| Bildstock                            | Bildstock                                   | Vorst Höhe Antoniusstr. 90 Karte                 | Der aus dem Jahre 1744 stammende Wegestock ruht auf quadratischem Sockel. Weitausladendes Kranzgesims und Giebel sind besondere Merkmale. Er ist aus Sandstein geschlämmt. Die tiefe quadratische Nische mit modernem Relief sowie Sockel mit Inschrift und Datierung sind weitere Kennzeichen. Da es sich um den wohl ältesten Wegestock in der Stadt Kaarst handelt und er für das Glaubensbild in unserer Heimat von Bedeutung ist, besteht ein öffentliches Interesse an seiner Erhaltung und Pflege. | 1744              | 10.07.1984       | 19              |
| Bildstock                            | Bildstock                                   | Vorst Waldstr. 22 Karte                          | Wegestock aus dem 19. Jahrhundert, bestehend aus Backstein mit geschlämmter Front und Rundbogennische. Im Inneren befindet sich ein Fresco mit der Beweinung Christi. | 19. Jh.           | 24.10.1984       | 24              |
| Tuppenhof einschl. Außenremise       | Tuppenhof einschl. Außenremise              | Vorst Rottes 27 Karte                            | Der Tuppenhof ist eine der wenigen erhaltenen vierflügeligen Hofanlagen in diesem Raum. Eine umfangreiche Sammlung der historischen Quellen belegt die bewegte Geschichte des Hofes und seiner Bewohner vom späten 17. Jahrhundert bis in das 20. Jahrhundert. Für die siedlungsgeschichtliche Erforschung des Hofes und des gesamten Gebietes spielt der Hof eine besondere Rolle., da Reste der alten Vorgängergebäude (Fundamentreste und Pfostenlöcher), sowie eine Vielzahl von Bodenfunden (z. B. Keramikscherben des 13. Jahrhunderts) festgestellt wurden. Auch durch diese Gebrauchsgegenstände ist es möglich, die damalige Lebensweise, insbesondere den häuslichen Alltag und die landwirtschaftliche Wirtschaftsweise, zu rekonstruieren. Ein öffentliches Interesse an der Erhaltung und Nutzung des Tuppenhofes besteht, da er mit seinen vorgefundenen Siedlungsstrukturen und Bodenfunden bedeutend ist für die Geschichte des Menschen, für die Siedlungsgeschichte und für die Entwicklung der Arbeits- und Produktionsverhältnisse. Ein öffentliches Interesse besteht auch, da für die Erhaltung und Nutzung des Tuppenhofes künstlerische, wissenschaftliche, volkskundliche und städtebauliche Gründe vorliegen. | spätes 17. Jh.    | 02.02.1998       | 25 a            |
| Bildstock                            | Bildstock                                   | Vorst Im Kamp Karte                              | Der Wegestock stammt aus dem 19. Jahrhundert. Er ist aus Backsteinen gemauert. Seine Vorderfront ist verputzt. Die Rundbogennische zeigt im Innern ein Fresco, das eine Passionsszene darstellt. Gemeinsam mit weiteren Wegestöcken diente auch dieser Wegestock der Vorster Bevölkerung als Kreuzwegstation. | 02.11.1984        | 19. Jh.          | 28              |
| Wegekreuz                            | Wegekreuz                                   | Vorst Antoniusstr. / Wattmannstr. Karte          | Es handelt sich um ein hohes Holzkreuz mit Holzkruzifix aus dem 18. Jahrhundert. Dieses Kreuz gibt ein bleibendes Zeugnis für den lebendigen Glauben der damaligen Zeit und ist auch heute noch von öffentlichem Interesse. | 18. Jh.           | 02.11.1984       | 30              |
| Bildstock                            | Bildstock                                   | Vorst Antoniusstr. / Im Kamp Karte               | Der Wegestock stammt aus dem 19. Jahrhundert. Er ist aus Backsteinen gemauert. Die Rundbogennische zeigt im Innern ein Fresco mit der Darstellung einer Passionsszene. Gemeinsam mit weiteren Wegestöcken diente auch dieser Wegestock der Vorster Bevölkerung als Kreuzwegstation. Er ist ein lebendiges Zeugnis in der damaligen Zeit. | 19. Jh.           | 07.01.1987       | 44              |
| Bildstock                            | Bildstock                                   | Vorst Waldstr. / Im Kamp / Linning Karte         | Nicht vorhanden |                   |                  | 53              |

Hinweis: Die Nummerierung der Liste folgt der Fortgeschriebenen Denkmallisten-Nummer in der amtlichen Denkmalliste der Stadt Kaarst.